# Política académica de portas abertas
Uma política académica de portas abertas, é uma política se uma universidade aceitar inscrever alunos sem requerer evidências de educação prévia, experiência ou referências. Normalmente, o pagamento das taxas académicas (ou apoio financeiro) é tudo o que é necessário para se inscrever.
As universidades podem não empregar a política de portas abertas para todos os seus cursos, e aquelas que têm uma política universal de portas abertas onde todos os cursos não têm requisitos de entrada são chamadas de universidades abertas. A política é vista como parte da revolução educacional. A partir do significado no dicionário de política de portas abertas, que é a ideia de garantir o acesso àqueles que querem aceder a um país livremente, uma ideia similar pode ser desenhada em termos de educação.
De acordo com Deepa Rao, a política académica de portas abertas é uma das principais formas em que os alunos adultos se tornam parte da vida universitária. A reconhecida procura pela educação pós-secundária fez com que muitas instituições se comprometessem fortemente com a política.

## História
Desde o início das universidades e faculdades nos países ocidentais, durante as primeiras partes do século XX, a educação superior foi fornecida em grandes quantidades. Durante estes tempos, a aceitação de todas as variedades de estudantes era muito limitada, mas esta abordagem estava sob pressão devido a um aumento na procura da indústria e do sector de negócios por funcionários altamente treinados e educados. O Movimento dos Direitos Civis durante a década de 1960 e o Baby Boom nos anos 1940-1950, também apresentaram mais argumentos para a implementação da política académica de portas abertas.
Em resposta a essas pressões, as faculdades e universidades baixaram os padrões de admissão e ofereceram apoio financeiro para tentar reconquistar os estudantes. Isso logo se transformou na política de portas abertas, que se tornou uma forma bem-sucedida e bem usada de recrutar estudantes.

## Impactos positivos
Positivamente, a política académica de portas abertas permitiu um passo para o ensino superior, como o diploma de licenciado, para aqueles que tiveram acesso restrito a essas oportunidades devido a fatores sociais ou económicos. A política também criou uma quantidade suficiente de alunos bem treinados para atender à procura de funcionários altamente educados para os sectores industrial e de negócios.

## Factores limitativos à plena implementação que se mantém
Os factores limitativos que ainda se mantém restringem a taxa de aceitação dos alunos devido às seguintes situações:
- Cortes de financiamento, que podem ser apoiados por mais financiamento. Por exemplo, financiamento através da universidade, feiras escolares, sorteios, etc. O rearranjo orçamental também é uma consideração em termos da alocação de uma porção menor de fundos para os cursos abrangidos pela política académica de portas abertas.
- Falta de pessoal docente, recursos para professores, espaço de sala de aula.
- Inscrição excessiva.
- Termos legais que restringem o acesso de alguns alunos.
- Listas de espera.
- Priorização de alunos que se candidataram.
- Aumento nos níveis de educação dos alunos que se inscreveram.[4]

## Instituições notáveis com a política de portas abertas
Os requisitos da política académica de portas abertas podem diferir não apenas entre diferentes países, mas também entre jurisdições subnacionais (estados, províncias, regiões). A seguir está uma lista de algumas universidades e faculdades em todo o mundo que têm uma política académica de portas abertas:
- Universidade de Athabasca (Canadá)
- Delta College (Estados Unidos)
- Universidade SIM (Singapura)
- Universidade Aberta (Reino Unido)
- Universidades Abertas da Austrália (Austrália)